# الحارث بن أبي هالة
الحارث بن أبي هالة بن زُرَارة الأُسيدي التميمي (ت 10 ق هـ / 612 م) صحابي جليل قديم الإسلام بمكة وهو ربيب الرسول محمد ﷺ وأمه هي أم المؤمنين خديجة بنت خويلد  وهو أول شهيد في الإسلام من الرجال قال البلاذري: «الحارث بن أبي هالة التميمي أول من قُتل فِي اللَّه فِي الْإِسْلَام تحت الركن اليماني». وكان وإخوته حلفاء لبني عبد الدار من قريش، وكان من بيت شرفٍ وسيادة وعزٍ في مكة يُضرب بهم المثل في العز وكانت لهم دور حول الكعبة فيقال فيهم في الجاهلية والله لأنت أعز من آل النباش بن زرارة ويشيرون بايديهم إلى دورٍ حول المسجد الحرام فيقال: هذه كانت رباعهم.

## نسبه
- هو الحارث بن أبي هالة وأسمه النباش بن زرارة بن وقدان بن حبيب بن سلامة بن غوي بن جروة بن أُسَيد بن عمرو بن تميم بن مر الأُسَيدي العمروي التميمي.[5]
- أمه هي خديجة بنت خويلد بن أسد بن عبد العزى بن قصي بن كلاب بن مرة بن كعب بن لؤي بن غالب بن فهر بن مالك بن قريش بن كنانة القرشية الكنانية.[6]

- إخوته وأخواته :

إخوته لأبيه وأمه وهم :
- هند بن أبي هالة
- الطاهر بن أبي هالة
- الزبير بن أبي هالة
- هالة بن أبي هالة

إخوته وأخواته من أمه هم :
- القاسم بن محمد
- عبد الله بن محمد
- زينب بنت محمد
- رقية بنت محمد
- أم كلثوم بنت محمد
- فاطمة بنت محمد

## استشهاده
قال أبو هلال العسكري أول قتيل في الإسلام الحارث بن أبى هالة وكانت أمه خديجة، وذلك أن رسول الله ﷺ لما أمر أن يصدع بما يؤمر قام في المسجد الحرام فقال قولوا لا إله إلا الله تفلحوا فوثبت عليه قريش فأتى الصريخ أهله فكان أول من أتاه الحارث بن أبى هالة فضرب في القوم ففرقهم عنه ثم عطفوا عليه فضربوه حتى قتلوه. وقال ابن الكلبي عن أبيه محمد بن السائب الكلبي: «الحارث بن أبي هالة كَانَ فِي حجر خديجة بِنْت خويلد فأسلم وكان يظهر إسلامه، وينادي بِهِ فجلس يومًا فِي جماعة من قريش وغيرها، فذكروا النبي صَلَّى اللَّهُ عَلَيْهِ وَسَلَّمَ بما كرهه، فغضب ووقع بينه وبين رَجُل من سفهائهم شرٌّ، فوثب بِهِ فلم يزل يطأ فِي بطنه حتَّى حمل ميتاً، وَيُقَال إنه صلى عند الركن، فوثب بِهِ بعض السفهاء فقتله».
وقد أدرك أبناء عمه بثأره. قال ابن حزم: صفوان بن صفوان بن النباش الأسيدي التميمي لقي قاتل ابن عمه الحارث بن أبي هالة فقتله.